# Lokossa
Lokossa – miasto w południowo-zachodnim Beninie. Jest ośrodkiem administracyjnym departamentu Mono. Położone jest w pobliżu granicy z Togo, około 100 km na zachód od stolicy kraju, Porto-Novo. W spisie ludności z 11 maja 2013 roku liczyło 47 246 mieszkańców.

## Współpraca
Miejscowość partnerska:
- Evere, Belgia